# Écophysiologie
 (janvier 2021).
Si vous disposez d'ouvrages ou d'articles de référence ou si vous connaissez des sites web de qualité traitant du thème abordé ici, merci de compléter l'article en donnant les références utiles à sa vérifiabilité et en les liant à la section « Notes et références ».
L’écophysiologie est une discipline de la biologie, à la frontière entre l'écologie et la physiologie, qui étudie les réponses comportementales et physiologiques des organismes à leur environnement. Le terme écophysiologie provient de la contraction des mots écologie et physiologie.